# São Cristóvão e Neves nos Jogos Pan-Americanos de 1999
São Cristóvão e Neves nos Jogos Pan-Americanos de 1999 competiram pela 2ª vez no evento.
Nesta segunda participação o país não conseguiu obter medalha alguma.